# Нечто замечательное
«Чудеса своего рода», или «Нечто замечательное» (англ. Some Kind Of Wonderful) — американская молодёжная мелодрама 1987 года с Эриком Штольцем, Мэри Стюарт Мастерсон и Лиа Томпсон в главных ролях. Один из самых успешных молодёжных хитов 1980-х годов, снятый режиссёром Ховардом Дойчем по сценарию Джона Хьюза.

## Сюжет
Действие происходит в одной из школ США. Юная и дерзкая Уоттс, сорвиголова по своему характеру, всегда считала Кита Нельсона, парня из простой семьи, своим лучшим другом. Она барабанщица, он художник. Кит подрабатывает на бензоколонке, его отец мечтает, что сын закончит колледж. Семья Уоттс не обращает на неё никакого внимания. 
Молодые люди проводят много времени друг с другом. Но внезапно выясняется, что Кит увлечён самой популярной девушкой школы — Амандой Джонс, которая встречается с «золотым мальчиком» Харди Дженнсом. Харди не однолюб, и пара ссорится. Чтобы насолить Харди, Аманда соглашается пойти на свидание с Китом. Харди приглашает их к себе на вечеринку. Уоттс, влюблённая в Кита, пытается объяснить ему, что всё это шутка. Его сестра случайно слышит разговор Харди с приятелями и рассказывает брату, что на вечеринке его ждут неприятности. 
Однако Кит не отказывается от своей затеи, тратит все накопленные деньги и вместе с Уоттс и своими новыми приятелями, школьными хулиганами во главе с Дунканом, портит вечеринку Харди и добивается внимания Аманды. Проведя с ней вечер, он понимает, что любит Уоттс.

## В ролях
- Эрик Штольц — Кит Нельсон
- Мэри Стюарт Мастерсон — Сьюзан Уоттс
- Лиа Томпсон — Аманда Джонс
- Крэйг Шеффер — Харди Дженнс
- Джон Эштон — Клифф Нельсон
- Элиас Котеас — Дункан
- Молли Хейган — Шейн
- Мэдди Корман — Лора Нельсон
- Джейн Эллиот — Кэрол Нельсон
- Кэндис Камерон — Синди Нельсон
- Чина Филлипс — Миа
- Скотт Коффи — Рэй
- Кармин Кариди — охранник музея
- Ли Гарлингтон — Миссис Элбрайт, преподаватель физкультуры

- Группа The March Violets в составе:

Том Эштон — гитара
Лоуренс Эллиотт — бас-гитара
Клео Мюррэй — вокал
Энди Тольсон — ударные

## Альтернативные версии

### Удалённые сцены
Три сцены, не вошедшие в финальную версию картины, появляются лишь в американской теле-версии:
- Менее резкая версия сцены в ночном клубе.
- Альтернативный диалог между Китом и Лорой в конце сцен прямо перед эпизодом со свиданием.
- Альтернативный диалог в доме Аманды, когда Кит говорит о машине: «Я понял, что твоя задница слишком ценна, чтобы сажать её в классику».
- Уоттс пытается найти Кита в спортзале.

### Варианты сценария
- Первоначально, зрители должны были узнать имя Уоттс в финальной сцене фильма, но создатели решили этого не делать.В сценарии Уоттс указана как Ударница (англ. Drummer Girl) и лишь в титрах упоминается её фамилия.
- В одной из ранних версий сценария, в финале Кит делает Уоттс предложение.
- В первоначальной версии сценария преподаватель физкультуры был мужчиной, а не женщиной.
- Подруга Аманды, Шейн, была афро-американкой.

### Новелизация
В том же году по мотивам сценария был выпущен подростковый роман написанный Дэвидом Бишоффом (англ. David Bicshoff), в котором многие сцены и диалоги были смягчены в целях цензурирования, так как роман предназначался для более юного возраста, чем зрители фильма. Кроме того, роман основан на более ранней версии сценария поэтому местами значительно отличается от фильма.
- Полное имя главной героини — Сьюзан Уоттс.
- Становится понятно, почему Кит ждал Аманду в клубе: он знал, что там выступает любимая группа Аманды, и считал, что девушка наверняка поедет туда, чтобы посмотреть концерт.
- Уоттс живёт с двумя братьями. Её мать умерла пятью годами ранее, а отца они просто не могут найти. В итоге, старший стал официальным опекуном младших детей и бросил школу, чтобы заботиться о них. Всё, что есть у детей от родителей — это дом и машина. Из книги ясно, что братья не очень интересуются жизнью сестры, так что Кит — не только лучший друг, но и семья Уоттс.
- Выясняется, что Кит наказан на 2 недели, так же, как и Аманда, однако он был отпущен раньше благодаря идее с рисунками, и Кит смог закончить портрет Аманды.
- Пытаясь завоевать Аманду, Кит ненамеренно избегает Уоттс. На протяжении двух лет они вместе обедали в перерыве между занятиями. Поэтому Уоттс спрашивает в фильме: «Ты скучал по мне, Кит?»

## Музыка

### Саундтрек
Официальный саундтрек с 10 композициями различных исполнителей поступил в продажу 27 февраля 1987 года и был выпущен лейблом MCA Records. Сайт Allmusic присвоил альбому . Общее время звучания — 36:20.
| № на диске | Песня                               | Исполнитель        | Сцена |
| ---------- | ----------------------------------- | ------------------ | --- |
| 1          | «Do Anything» (3:44)                | Peter Shelley      | Сцена в гараже. |
| 2          | «Brilliant Mind» (4:13)             | Furniture          | Харди приглашает Кита на вечеринку. Друзья Аманды игнорируют девушку.                                                               |
| 3          | «Cry Like This» (4:08)              | Blue Room          | Кит приходит к Уоттс, чтобы попросить у неё совета.                                                                                 |
| 4          | «I Go Crazy» (3:55)                 | Flesh For Lulu     | Уоттс подвозит Кита в школу. Вечер пятницы. Звучит в машине Шейн. Поездка из ресторана в музей.                                     |
| 5          | «She Loves Me» (3:42)               | Stephen Duffy      | Уоттс учит Кита целоваться. |
| 6          | «The Hardest Walk» (3:13)           | Jesus & Mary Chain | Лора ищет эту песню. |
| 7          | «The Shyest Time» (3:36)            | Apartments         | Звучит в торговом центре. |
| 8          | «Miss Amanda Jones» (3:18)          | March Violets      | Аманда сбегает с физкультуры, когда за ней заезжает Харди.                                                                          |
| 9          | «Can’t Help Falling in Love» (3:10) | Lick The Tins      | Звучит в конце фильма и в финальных титрах.                                                                                         |
| 10         | «Turn To The Sky» (3:57)            | March Violets      | Играет в машине Харди. Группа исполняет в клубе. Кит приезжает к дому Аманды перед свиданием. Звучит в машине по дороге в ресторан. |

### Также звучали
| Песня                  | Исполнитель        | Альбом                | Год  | Сцена                                                        |
| ---------------------- | ------------------ | --------------------- | ---- | ------------------------------------------------------------ |
| «Abuse» («Dr. Mabuse») | Propaganda         | Wishful Thinking      | 1985 | Звучит в начале фильма во время титров.                      |
| «Catch My Fall»        | Billy Idol         | Rebell Yell           | 1983 | Кит отбывает наказание. Встреча с Дунканом в Музее искусств. |
| «Miss Amanda Jones»    | The Rolling Stones | Between The Buttons   | 1967 | Кит готовится к свиданию.                                    |
| «Beat’s So Lonely»     | Charlie Sexton     | Pictures For Pleasure | 1985 | Звучит на вечеринке Харди.                                   |

## Критика и отзывы
В основном, критики достаточно благосклонно приняли картину. 77 % авторов сайта Rotten Tomatoes дала фильму позитивную оценку на основе 38 обзоров. Критик Роджер Эберт из Chicago Sun-Times, назвав его стоящим и достаточно увлекательным. Джанет Маслин из New York Times высказала мнения, что новая картина — улучшенная и доработанная версия предыдущей работы Хьюза, фильм «Девушка в розовом».
Ричард Шикель из Time раскритиковал картину за нереалистичность. Кроме того, многие критики положительно оценили игру исполнительницы главной роли — Мэри Стюарт Мастерсон.